# 트래비스 밀른
트래비스 밀른(영어: Travis Milne, 1986년 7월 18일 ~ )은 캐나다의 배우이다.

## 출연 작품

### 영화
- 홀리데이 인 핸드커프 (2007, Holiday in Handcuffs)
- 컨페션스 오브 어 고고 걸 (2008, Confessions of a Go-Go Girl)
- The Other Woman (2008)
- 레슬리, 내 이름은 악마 (2009, Leslie, My Name Is Evil)
- Something Red (2011)
- 니얼리웨즈 (2013, Nearlyweds)
- 뱃지 오브 아너 (2015, Badge of Honor)
- A Gift Wrapped Christmas (2015)

### 텔레비전
- 루키 블루 (2010-15)
- 세이빙 호프 (2016)
- 신들의 전쟁 (2021)
- 처키 (2021)